# Liste der Gemeinden in der Provinz León
Die spanische Provinz León hat 211 Gemeinden (Stand 1. Januar 2019).

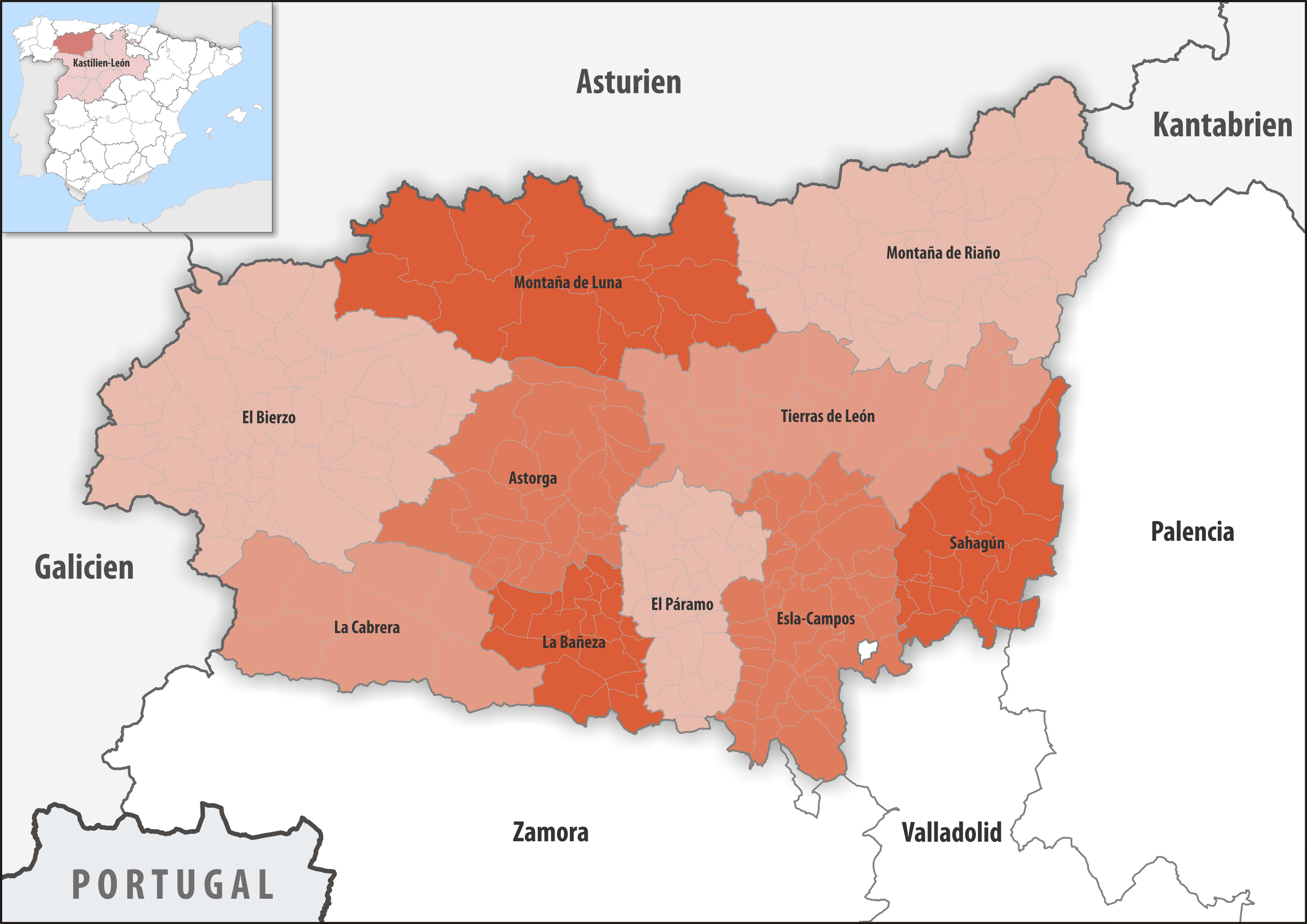
Comarcas in der Provinz León

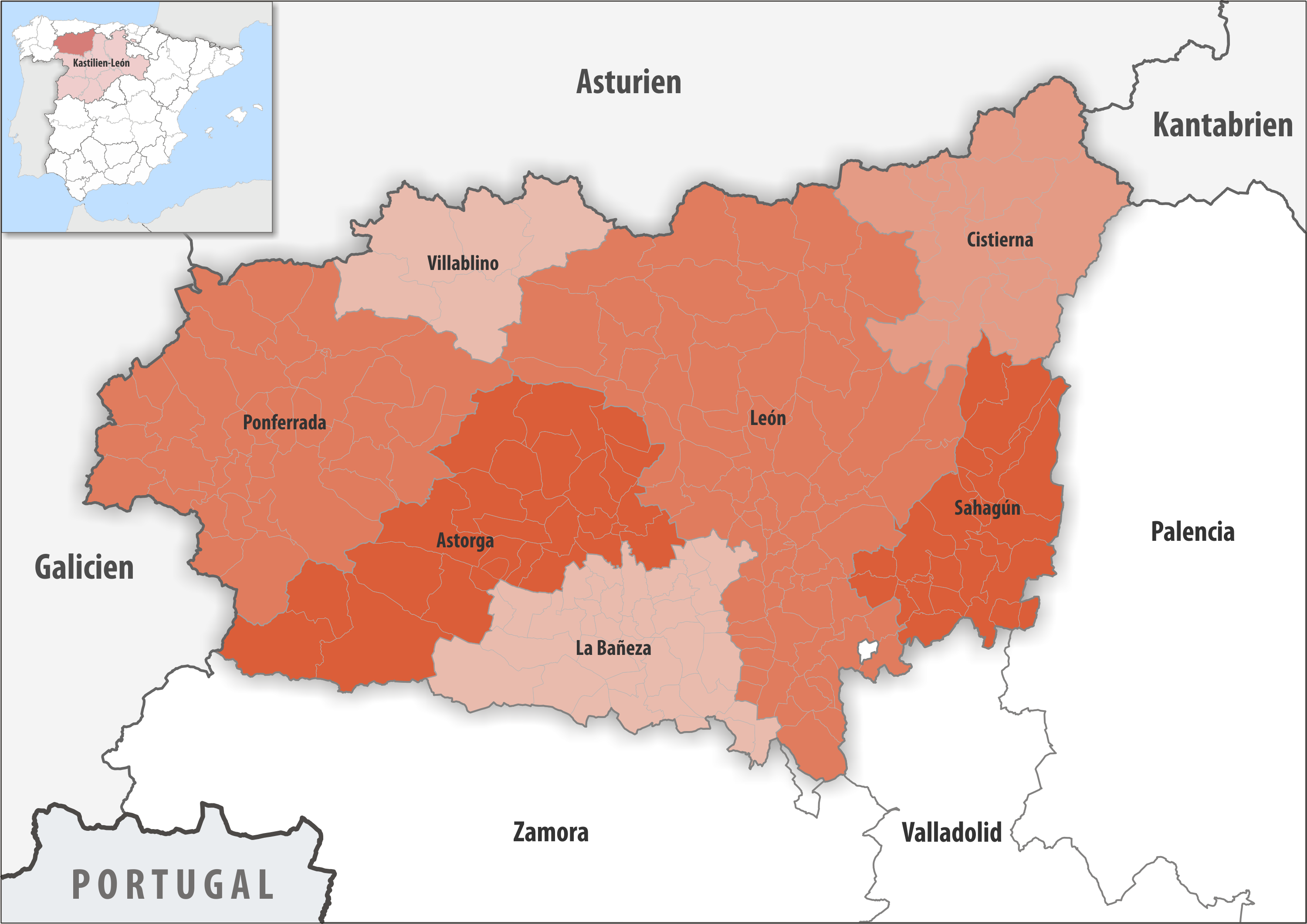
Gerichtsbezirke in der Provinz León

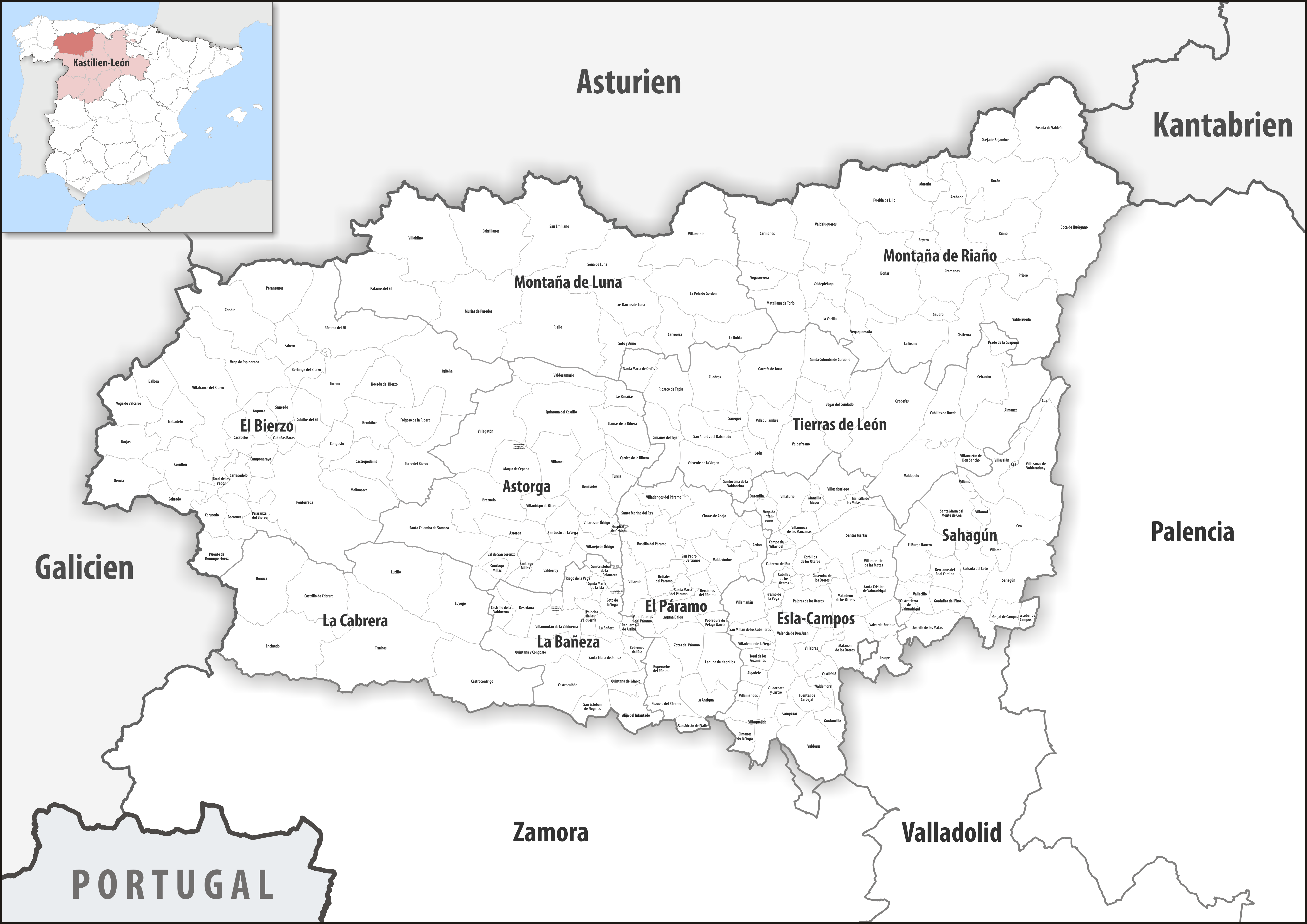
Gemeinden und Comarcas in der Provinz León

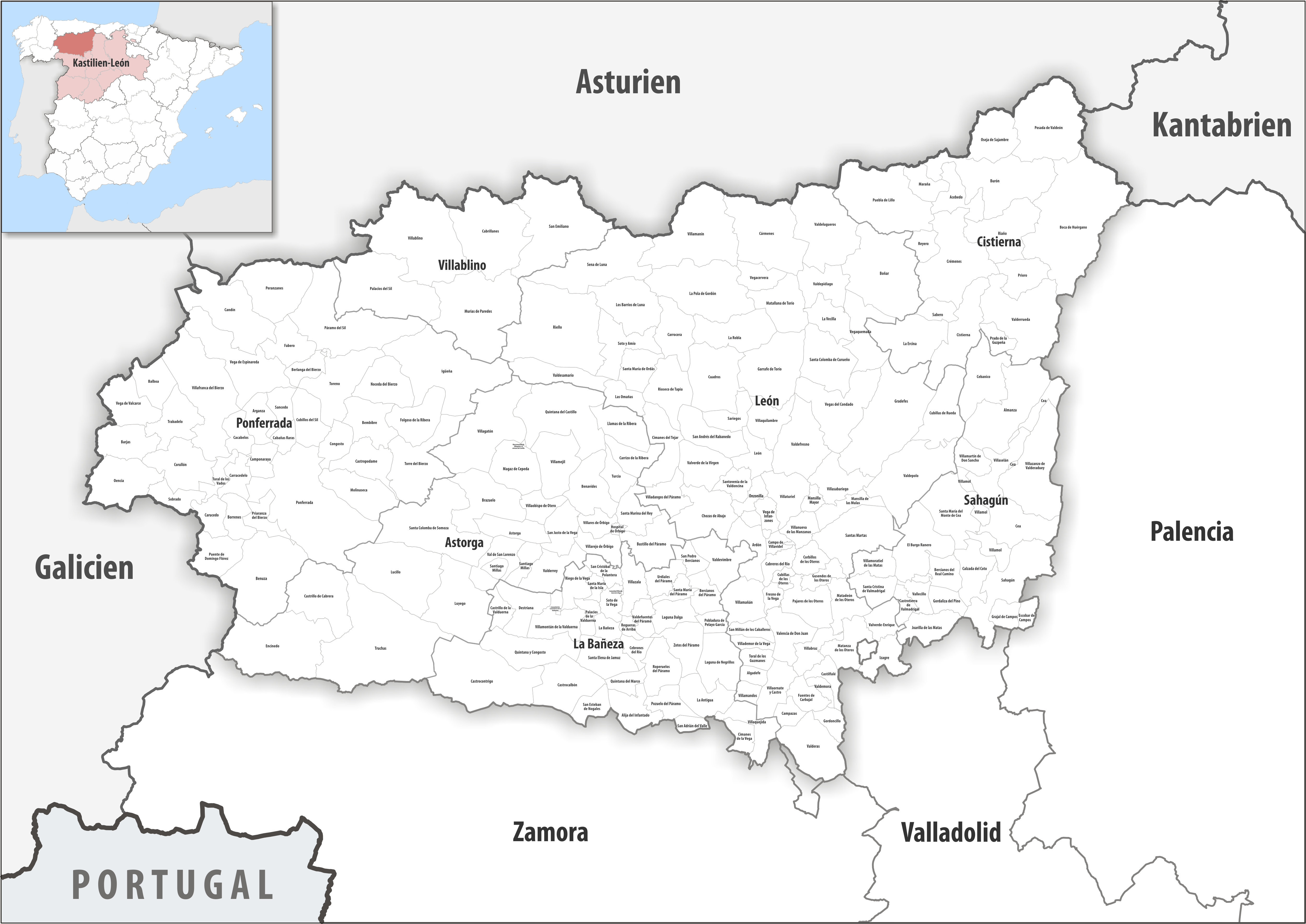
Gemeinden und Gerichtsbezirke in der Provinz León

| Wappen | Gemeinden                     | Einwohner (2024) | Fläche km² | Dichte Einw./km² | Cod INE | Comarca          | Gerichtsbezirk |
| ------ | ----------------------------- | ---------------- | ---------- | ---------------- | ------- | ---------------- | -------------- |
|        | Acebedo                       | 184              | 50,18      | 4                | 24001   | Montaña de Riaño | Cistierna      |
|        | Algadefe                      | 301              | 15,33      | 20               | 24002   | Esla-Campos      | León           |
|        | Alija del Infantado           | 573              | 52,31      | 11               | 24003   | La Bañeza        | La Bañeza      |
|        | Almanza                       | 609              | 141,99     | 4                | 24004   | Tierras de León  | Sahagún        |
|        | La Antigua                    | 328              | 54,70      | 6                | 24005   | El Páramo        | La Bañeza      |
|        | Ardón                         | 550              | 48,65      | 11               | 24006   | El Páramo        | León           |
|        | Arganza                       | 805              | 39,99      | 20               | 24007   | El Bierzo        | Ponferrada     |
|        | Astorga                       | 10.308           | 46,78      | 220              | 24008   | Astorga          | Astorga        |
|        | Balboa                        | 263              | 51,04      | 5                | 24009   | El Bierzo        | Ponferrada     |
|        | La Bañeza                     | 10.023           | 19,71      | 509              | 24010   | La Bañeza        | La Bañeza      |
|        | Barjas                        | 145              | 57,63      | 3                | 24011   | El Bierzo        | Ponferrada     |
|        | Los Barrios de Luna           | 294              | 94,29      | 3                | 24012   | Montaña de Luna  | León           |
|        | Bembibre                      | 8.158            | 63,41      | 129              | 24014   | El Bierzo        | Ponferrada     |
|        | Benavides                     | 2.342            | 74,07      | 32               | 24015   | Astorga          | Astorga        |
|        | Benuza                        | 442              | 172,90     | 3                | 24016   | La Cabrera       | Ponferrada     |
|        | Bercianos del Páramo          | 522              | 35,09      | 15               | 24017   | El Páramo        | La Bañeza      |
|        | Bercianos del Real Camino     | 186              | 34,24      | 5                | 24018   | Sahagún          | Sahagún        |
|        | Berlanga del Bierzo           | 322              | 27,89      | 12               | 24019   | El Bierzo        | Ponferrada     |
|        | Boca de Huérgano              | 426              | 288,71     | 1                | 24020   | Montaña de Riaño | Cistierna      |
|        | Boñar                         | 1.766            | 180,62     | 10               | 24021   | Montaña de Riaño | León           |
|        | Borrenes                      | 303              | 36,38      | 8                | 24022   | El Bierzo        | Ponferrada     |
|        | Brazuelo                      | 312              | 98,13      | 3                | 24023   | Astorga          | Astorga        |
|        | El Burgo Ranero               | 690              | 98,34      | 7                | 24024   | Sahagún          | Sahagún        |
|        | Burón                         | 288              | 157,72     | 2                | 24025   | Montaña de Riaño | Cistierna      |
|        | Bustillo del Páramo           | 1.057            | 71,77      | 15               | 24026   | El Páramo        | Astorga        |
|        | Cabañas Raras                 | 1.302            | 19,11      | 68               | 24027   | El Bierzo        | Ponferrada     |
|        | Cabreros del Río              | 408              | 24,77      | 16               | 24028   | Esla-Campos      | León           |
|        | Cabrillanes                   | 707              | 170,45     | 4                | 24029   | Montaña de Luna  | Villablino     |
|        | Cacabelos                     | 4.735            | 32,66      | 145              | 24030   | El Bierzo        | Ponferrada     |
|        | Calzada del Coto              | 223              | 56,03      | 4                | 24031   | Sahagún          | Sahagún        |
|        | Campazas                      | 107              | 20,88      | 5                | 24032   | Esla-Campos      | León           |
|        | Campo de Villavidel           | 205              | 13,97      | 15               | 24033   | Esla-Campos      | León           |
|        | Camponaraya                   | 4.104            | 29,13      | 141              | 24034   | El Bierzo        | Ponferrada     |
|        | Candín                        | 275              | 139,62     | 2                | 24036   | El Bierzo        | Ponferrada     |
|        | Cármenes                      | 333              | 154,09     | 2                | 24037   | Montaña de Riaño | León           |
|        | Carracedelo                   | 3.423            | 32,43      | 106              | 24038   | El Bierzo        | Ponferrada     |
|        | Carrizo de la Ribera          | 2.222            | 41,85      | 53               | 24039   | Astorga          | Astorga        |
|        | Carrocera                     | 440              | 65,98      | 7                | 24040   | Montaña de Luna  | León           |
|        | Carucedo                      | 483              | 35,00      | 14               | 24041   | El Bierzo        | Ponferrada     |
|        | Castilfalé                    | 62               | 25,90      | 2                | 24042   | Esla-Campos      | León           |
|        | Castrillo de Cabrera          | 102              | 115,87     | 1                | 24043   | La Cabrera       | Astorga        |
|        | Castrillo de la Valduerna     | 143              | 23,51      | 6                | 24044   | La Bañeza        | La Bañeza      |
|        | Castrocalbón                  | 913              | 88,30      | 10               | 24046   | La Bañeza        | La Bañeza      |
|        | Castrocontrigo                | 669              | 194,49     | 3                | 24047   | La Cabrera       | La Bañeza      |
|        | Castropodame                  | 1.574            | 59,60      | 26               | 24049   | El Bierzo        | Ponferrada     |
|        | Castrotierra de Valmadrigal   | 105              | 23,50      | 4                | 24050   | Sahagún          | Sahagún        |
|        | Cea                           | 378              | 112,34     | 3                | 24051   | Sahagún          | Sahagún        |
|        | Cebanico                      | 143              | 89,75      | 2                | 24052   | Tierras de León  | Sahagún        |
|        | Cebrones del Río              | 435              | 21,24      | 20               | 24053   | La Bañeza        | La Bañeza      |
|        | Chozas de Abajo               | 2.678            | 100,38     | 27               | 24065   | El Páramo        | León           |
|        | Cimanes de la Vega            | 435              | 26,04      | 17               | 24054   | Esla-Campos      | León           |
|        | Cimanes del Tejar             | 738              | 73,94      | 10               | 24055   | Tierras de León  | León           |
|        | Cistierna                     | 2.905            | 97,61      | 30               | 24056   | Montaña de Riaño | Cistierna      |
|        | Congosto                      | 1.425            | 36,81      | 39               | 24057   | El Bierzo        | Ponferrada     |
|        | Corbillos de los Oteros       | 176              | 31,80      | 6                | 24058   | Esla-Campos      | León           |
|        | Corullón                      | 819              | 78,27      | 10               | 24059   | El Bierzo        | Ponferrada     |
|        | Crémenes                      | 512              | 153,12     | 3                | 24060   | Montaña de Riaño | Cistierna      |
|        | Cuadros                       | 2.090            | 109,70     | 19               | 24061   | Tierras de León  | León           |
|        | Cubillas de los Oteros        | 137              | 12,48      | 11               | 24062   | Esla-Campos      | León           |
|        | Cubillas de Rueda             | 385              | 86,82      | 4                | 24063   | Tierras de León  | León           |
|        | Cubillos del Sil              | 1.719            | 53,41      | 32               | 24064   | El Bierzo        | Ponferrada     |
|        | Destriana                     | 424              | 56,22      | 8                | 24066   | La Bañeza        | La Bañeza      |
|        | Encinedo                      | 616              | 195,01     | 3                | 24067   | La Cabrera       | Astorga        |
|        | La Ercina                     | 425              | 105,02     | 4                | 24068   | Montaña de Riaño | Cistierna      |
|        | Escobar de Campos             | 31               | 17,14      | 2                | 24069   | Sahagún          | Sahagún        |
|        | Fabero                        | 4.061            | 54,47      | 75               | 24070   | El Bierzo        | Ponferrada     |
|        | Folgoso de la Ribera          | 982              | 69,24      | 14               | 24071   | El Bierzo        | Ponferrada     |
|        | Fresno de la Vega             | 477              | 15,14      | 32               | 24073   | Esla-Campos      | León           |
|        | Fuentes de Carbajal           | 76               | 32,13      | 2                | 24074   | Esla-Campos      | León           |
|        | Garrafe de Torío              | 1.640            | 125,27     | 13               | 24076   | Tierras de León  | León           |
|        | Gordaliza del Pino            | 239              | 27,32      | 9                | 24077   | Sahagún          | Sahagún        |
|        | Gordoncillo                   | 308              | 23,36      | 13               | 24078   | Esla-Campos      | León           |
|        | Gradefes                      | 925              | 205,86     | 4                | 24079   | Tierras de León  | León           |
|        | Grajal de Campos              | 209              | 25,37      | 8                | 24080   | Sahagún          | Sahagún        |
|        | Gusendos de los Oteros        | 126              | 24,68      | 5                | 24081   | Esla-Campos      | León           |
|        | Hospital de Órbigo            | 956              | 4,58       | 209              | 24082   | Astorga          | Astorga        |
|        | Igüeña                        | 1.049            | 206,11     | 5                | 24083   | El Bierzo        | Ponferrada     |
|        | Izagre                        | 137              | 44,23      | 3                | 24084   | Esla-Campos      | León           |
|        | Joarilla de las Matas         | 245              | 51,47      | 5                | 24086   | Sahagún          | Sahagún        |
|        | Laguna Dalga                  | 626              | 38,41      | 16               | 24087   | El Páramo        | La Bañeza      |
|        | Laguna de Negrillos           | 1.046            | 71,80      | 15               | 24088   | El Páramo        | La Bañeza      |
|        | León                          | 122.243          | 39,03      | 3.132            | 24089   | Tierras de León  | León           |
|        | Llamas de la Ribera           | 791              | 59,88      | 13               | 24092   | Astorga          | Astorga        |
|        | Lucillo                       | 356              | 164,91     | 2                | 24090   | La Cabrera       | Astorga        |
|        | Luyego                        | 554              | 132,31     | 4                | 24091   | La Cabrera       | Astorga        |
|        | Magaz de Cepeda               | 349              | 72,64      | 5                | 24093   | Astorga          | Astorga        |
|        | Mansilla de las Mulas         | 1.663            | 35,36      | 47               | 24094   | Esla-Campos      | León           |
|        | Mansilla Mayor                | 324              | 14,48      | 22               | 24095   | Esla-Campos      | León           |
|        | Maraña                        | 111              | 33,57      | 3                | 24096   | Montaña de Riaño | Cistierna      |
|        | Matadeón de los Oteros        | 221              | 46,44      | 5                | 24097   | Esla-Campos      | León           |
|        | Matallana de Torío            | 1.228            | 73,45      | 17               | 24098   | Montaña de Riaño | León           |
|        | Matanza de los Oteros         | 172              | 53,58      | 3                | 24099   | Esla-Campos      | León           |
|        | Molinaseca                    | 872              | 79,63      | 11               | 24100   | El Bierzo        | Ponferrada     |
|        | Murias de Paredes             | 340              | 202,18     | 2                | 24101   | Montaña de Luna  | Villablino     |
|        | Noceda del Bierzo             | 605              | 72,14      | 8                | 24102   | El Bierzo        | Ponferrada     |
|        | Oencia                        | 277              | 97,74      | 3                | 24103   | El Bierzo        | Ponferrada     |
|        | Las Omañas                    | 259              | 32,49      | 8                | 24104   | Astorga          | León           |
|        | Onzonilla                     | 1.942            | 21,78      | 89               | 24105   | Esla-Campos      | León           |
|        | Oseja de Sajambre             | 226              | 71,78      | 3                | 24106   | Montaña de Riaño | Cistierna      |
|        | Pajares de los Oteros         | 235              | 61,82      | 4                | 24107   | Esla-Campos      | León           |
|        | Palacios de la Valduerna      | 353              | 20,42      | 17               | 24108   | La Bañeza        | La Bañeza      |
|        | Palacios del Sil              | 844              | 181,41     | 5                | 24109   | Montaña de Luna  | Villablino     |
|        | Páramo del Sil                | 1.169            | 190,17     | 6                | 24110   | El Bierzo        | Ponferrada     |
|        | Peranzanes                    | 271              | 117,54     | 2                | 24112   | El Bierzo        | Ponferrada     |
|        | Pobladura de Pelayo García    | 354              | 20,17      | 18               | 24113   | El Páramo        | La Bañeza      |
|        | La Pola de Gordón             | 2.842            | 157,64     | 18               | 24114   | Montaña de Luna  | León           |
|        | Ponferrada                    | 62.994           | 283,17     | 222              | 24115   | El Bierzo        | Ponferrada     |
|        | Posada de Valdeón             | 405              | 164,06     | 2                | 24116   | Montaña de Riaño | Cistierna      |
|        | Pozuelo del Páramo            | 392              | 36,23      | 11               | 24117   | El Páramo        | La Bañeza      |
|        | Prado de la Guzpeña           | 104              | 22,94      | 5                | 24118   | Tierras de León  | Cistierna      |
|        | Priaranza del Bierzo          | 699              | 33,69      | 21               | 24119   | El Bierzo        | Ponferrada     |
|        | Prioro                        | 349              | 48,98      | 7                | 24120   | Montaña de Riaño | Cistierna      |
|        | Puebla de Lillo               | 654              | 171,40     | 4                | 24121   | Montaña de Riaño | Cistierna      |
|        | Puente de Domingo Flórez      | 1.385            | 59,18      | 23               | 24122   | El Bierzo        | Ponferrada     |
|        | Quintana del Castillo         | 717              | 155,71     | 5                | 24123   | Astorga          | Astorga        |
|        | Quintana del Marco            | 319              | 23,36      | 14               | 24124   | La Bañeza        | La Bañeza      |
|        | Quintana y Congosto           | 416              | 88,52      | 5                | 24125   | La Bañeza        | La Bañeza      |
|        | Regueras de Arriba            | 264              | 11,35      | 23               | 24127   | La Bañeza        | La Bañeza      |
|        | Reyero                        | 128              | 26,20      | 5                | 24129   | Montaña de Riaño | Cistierna      |
|        | Riaño                         | 474              | 100,82     | 5                | 24130   | Montaña de Riaño | Cistierna      |
|        | Riego de la Vega              | 714              | 35,40      | 20               | 24131   | La Bañeza        | La Bañeza      |
|        | Riello                        | 582              | 235,93     | 2                | 24132   | Montaña de Luna  | León           |
|        | Rioseco de Tapia              | 399              | 72,19      | 6                | 24133   | Tierras de León  | León           |
|        | La Robla                      | 3.605            | 85,22      | 42               | 24134   | Montaña de Luna  | León           |
|        | Roperuelos del Páramo         | 499              | 54,46      | 9                | 24136   | El Páramo        | La Bañeza      |
|        | Sabero                        | 1.021            | 24,94      | 41               | 24137   | Montaña de Riaño | Cistierna      |
|        | Sahagún                       | 2.398            | 123,64     | 19               | 24139   | Sahagún          | Sahagún        |
|        | San Adrián del Valle          | 84               | 15,84      | 5                | 24141   | El Páramo        | La Bañeza      |
|        | San Andrés del Rabanedo       | 29.884           | 64,84      | 461              | 24142   | Tierras de León  | León           |
|        | San Cristóbal de la Polantera | 625              | 24,56      | 25               | 24144   | La Bañeza        | La Bañeza      |
|        | San Emiliano                  | 596              | 211,05     | 3                | 24145   | Montaña de Luna  | Villablino     |
|        | San Esteban de Nogales        | 243              | 32,24      | 8                | 24146   | La Bañeza        | La Bañeza      |
|        | San Justo de la Vega          | 1.775            | 48,39      | 37               | 24148   | Astorga          | Astorga        |
|        | San Millán de los Caballeros  | 191              | 24,69      | 8                | 24149   | Esla-Campos      | León           |
|        | San Pedro Bercianos           | 226              | 23,51      | 10               | 24150   | El Páramo        | La Bañeza      |
|        | Sancedo                       | 528              | 31,00      | 17               | 24143   | El Bierzo        | Ponferrada     |
|        | Santa Colomba de Curueño      | 507              | 91,95      | 6                | 24151   | Tierras de León  | León           |
|        | Santa Colomba de Somoza       | 494              | 179,10     | 3                | 24152   | Astorga          | Astorga        |
|        | Santa Cristina de Valmadrigal | 273              | 40,02      | 7                | 24153   | Esla-Campos      | Sahagún        |
|        | Santa Elena de Jamuz          | 1.015            | 62,34      | 16               | 24154   | La Bañeza        | La Bañeza      |
|        | Santa María de la Isla        | 443              | 12,75      | 35               | 24155   | La Bañeza        | La Bañeza      |
|        | Santa María de Ordás          | 325              | 45,58      | 7                | 24158   | Tierras de León  | León           |
|        | Santa María del Monte de Cea  | 209              | 92,22      | 2                | 24156   | Sahagún          | Sahagún        |
|        | Santa María del Páramo        | 2.999            | 20,08      | 149              | 24157   | El Páramo        | La Bañeza      |
|        | Santa Marina del Rey          | 1.745            | 45,61      | 38               | 24159   | El Páramo        | Astorga        |
|        | Santas Martas                 | 752              | 118,80     | 6                | 24160   | Esla-Campos      | León           |
|        | Santiago Millas               | 359              | 39,69      | 9                | 24161   | Astorga          | Astorga        |
|        | Santovenia de la Valdoncina   | 2.064            | 30,27      | 68               | 24162   | Tierras de León  | León           |
|        | Sariegos                      | 5.444            | 36,35      | 150              | 24163   | Tierras de León  | León           |
|        | Sena de Luna                  | 390              | 147,91     | 3                | 24164   | Montaña de Luna  | León           |
|        | Sobrado                       | 282              | 40,94      | 7                | 24165   | El Bierzo        | Ponferrada     |
|        | Soto de la Vega               | 1.493            | 23,58      | 63               | 24166   | La Bañeza        | La Bañeza      |
|        | Soto y Amío                   | 717              | 69,19      | 10               | 24167   | Montaña de Luna  | León           |
|        | Toral de los Guzmanes         | 499              | 21,11      | 24               | 24168   | Esla-Campos      | León           |
|        | Toral de los Vados            | 1.753            | 24,13      | 73               | 24206   | El Bierzo        | Ponferrada     |
|        | Toreno                        | 2.855            | 103,53     | 28               | 24169   | El Bierzo        | Ponferrada     |
|        | Torre del Bierzo              | 1.968            | 119,32     | 16               | 24170   | El Bierzo        | Ponferrada     |
|        | Trabadelo                     | 319              | 69,69      | 5                | 24171   | El Bierzo        | Ponferrada     |
|        | Truchas                       | 392              | 301,38     | 1                | 24172   | La Cabrera       | Astorga        |
|        | Turcia                        | 986              | 31,99      | 31               | 24173   | Astorga          | Astorga        |
|        | Urdiales del Páramo           | 449              | 32,84      | 14               | 24174   | El Páramo        | La Bañeza      |
|        | Valdefresno                   | 2.335            | 102,48     | 23               | 24175   | Tierras de León  | León           |
|        | Valdefuentes del Páramo       | 306              | 24,17      | 13               | 24176   | El Páramo        | La Bañeza      |
|        | Valdelugueros                 | 486              | 143,47     | 3                | 24177   | Montaña de Riaño | León           |
|        | Valdemora                     | 57               | 13,40      | 4                | 24178   | Esla-Campos      | León           |
|        | Valdepiélago                  | 308              | 56,81      | 5                | 24179   | Montaña de Riaño | León           |
|        | Valdepolo                     | 1.215            | 142,54     | 9                | 24180   | Tierras de León  | León           |
|        | Valderas                      | 1.489            | 99,63      | 15               | 24181   | Esla-Campos      | León           |
|        | Valderrey                     | 416              | 60,23      | 7                | 24182   | Astorga          | Astorga        |
|        | Valderrueda                   | 821              | 160,78     | 5                | 24183   | Montaña de Riaño | Cistierna      |
|        | Valdesamario                  | 175              | 61,73      | 3                | 24184   | Astorga          | León           |
|        | Val de San Lorenzo            | 492              | 49,49      | 10               | 24185   | Astorga          | Astorga        |
|        | Valdevimbre                   | 894              | 68,01      | 13               | 24187   | El Páramo        | La Bañeza      |
|        | Valencia de Don Juan          | 5.094            | 58,50      | 87               | 24188   | Esla-Campos      | León           |
|        | Vallecillo                    | 101              | 23,36      | 4                | 24191   | Sahagún          | Sahagún        |
|        | Valverde de la Virgen         | 7.806            | 63,63      | 123              | 24189   | Tierras de León  | León           |
|        | Valverde-Enrique              | 152              | 35,90      | 4                | 24190   | Esla-Campos      | León           |
|        | La Vecilla                    | 378              | 44,29      | 9                | 24193   | Montaña de Riaño | León           |
|        | Vegacervera                   | 258              | 34,89      | 7                | 24194   | Montaña de Riaño | León           |
|        | Vega de Espinareda            | 2.007            | 132,01     | 15               | 24196   | El Bierzo        | Ponferrada     |
|        | Vega de Infanzones            | 839              | 20,80      | 40               | 24197   | Esla-Campos      | León           |
|        | Vega de Valcarce              | 552              | 69,31      | 8                | 24198   | El Bierzo        | Ponferrada     |
|        | Vegaquemada                   | 437              | 72,95      | 6                | 24199   | Montaña de Riaño | León           |
|        | Vegas del Condado             | 1.154            | 122,90     | 9                | 24201   | Tierras de León  | León           |
|        | Villablino                    | 7.709            | 228,24     | 34               | 24202   | Montaña de Luna  | Villablino     |
|        | Villabraz                     | 95               | 36,97      | 3                | 24203   | Esla-Campos      | León           |
|        | Villadangos del Páramo        | 1.235            | 44,93      | 27               | 24205   | El Páramo        | León           |
|        | Villademor de la Vega         | 291              | 16,63      | 17               | 24207   | Esla-Campos      | León           |
|        | Villafranca del Bierzo        | 2.659            | 177,37     | 15               | 24209   | El Bierzo        | Ponferrada     |
|        | Villagatón                    | 636              | 167,06     | 4                | 24210   | Astorga          | Astorga        |
|        | Villamañán                    | 1.076            | 57,80      | 19               | 24212   | Esla-Campos      | León           |
|        | Villamandos                   | 277              | 16,23      | 17               | 24211   | Esla-Campos      | León           |
|        | Villamanín                    | 876              | 175,84     | 5                | 24901   | Montaña de Luna  | León           |
|        | Villamartín de Don Sancho     | 144              | 31,66      | 5                | 24213   | Tierras de León  | Sahagún        |
|        | Villamejil                    | 653              | 78,98      | 8                | 24214   | Astorga          | Astorga        |
|        | Villamol                      | 136              | 39,63      | 3                | 24215   | Sahagún          | Sahagún        |
|        | Villamontán de la Valduerna   | 683              | 56,98      | 12               | 24216   | La Bañeza        | La Bañeza      |
|        | Villamoratiel de las Matas    | 120              | 37,23      | 3                | 24217   | Esla-Campos      | Sahagún        |
|        | Villanueva de las Manzanas    | 502              | 31,89      | 16               | 24218   | Esla-Campos      | León           |
|        | Villaobispo de Otero          | 518              | 31,79      | 16               | 24219   | Astorga          | Astorga        |
|        | Villaornate y Castro          | 337              | 48,28      | 7                | 24902   | Esla-Campos      | León           |
|        | Villaquejida                  | 803              | 53,42      | 15               | 24221   | Esla-Campos      | León           |
|        | Villaquilambre                | 18.647           | 52,69      | 354              | 24222   | Tierras de León  | León           |
|        | Villarejo de Órbigo           | 2.873            | 36,25      | 79               | 24223   | Astorga          | Astorga        |
|        | Villares de Órbigo            | 563              | 25,85      | 22               | 24224   | Astorga          | Astorga        |
|        | Villasabariego                | 1.148            | 59,85      | 19               | 24225   | Esla-Campos      | León           |
|        | Villaselán                    | 180              | 56,52      | 3                | 24226   | Sahagún          | Sahagún        |
|        | Villaturiel                   | 1.838            | 57,02      | 32               | 24227   | Esla-Campos      | León           |
|        | Villazala                     | 596              | 45,42      | 13               | 24228   | El Páramo        | La Bañeza      |
|        | Villazanzo de Valderaduey     | 368              | 145,88     | 3                | 24229   | Sahagún          | Sahagún        |
|        | Zotes del Páramo              | 402              | 53,94      | 7                | 24230   | El Páramo        | La Bañeza      |
|        | Provinz León                  | 446.445          | 15.569,36  | 29               | 24000   | –                | –              |

- Karte mit allen verlinkten Seiten:
- OSM |
- WikiMap